# José Teles
José Teles de Mendonça, ou simplesmente José Teles, (Itabaiana, 1º de março de 1953) é um agropecuarista, empresário e político brasileiro, outrora deputado federal por Sergipe.

## Dados biográficos
Filho de Francisco Teles de Mendonça e Saturnina Vieira de Jesus, descende de uma família onde três de seus irmãos foram prefeitos de Itabaiana ao longo dos anos. Membro da ARENA desde 1973, elegeu-se deputado estadual em 1974 e 1978, ingressou no PDS com o retorno do pluripartidarismo em 1980 e conseguiu um novo mandato em 1982. Fora da política durante alguns anos, regressou à mesma como deputado federal em 1990 e durante a legislatura votou a favor do impeachment de Fernando Collor na sessão de 29 de setembro de 1992 e a seguir migrou para o PPR sendo reeleito deputado federal em 1994, além de conquistar um novo mandato via PPB em 1998.
Figurou como suplente ao candidatar-se a deputado federal em 2002 e a deputado federal em 2006, ambas as disputas sob a legenda do PSDB.